# Interstate 15
Interstate 15 (I-15) é uma importante rodovia interestadual no oeste dos Estados Unidos, que atravessa o sul da Califórnia e o Intermountain West. A I-15 começa perto da fronteira com o México no Condado de San Diego e se estende para o norte até Alberta, no Canadá, passando pelos estados da Califórnia, Nevada, Arizona, Utah, Idaho e Montana. A interestadual atende às cidades de San Diego, San Bernardino, Las Vegas, Salt Lake City, Idaho Falls e Great Falls. Ela também passa perto das áreas urbanas dos condados de Los Angeles, Orange e Riverside, na Califórnia. Os trechos da I-15 em Idaho, Utah e Arizona foram designados como "Veterans Memorial Highway" (Rodovia Memorial dos Veteranos). A extremidade sul fica em um cruzamento com a I-8 e a State Route 15 (SR 15) em San Diego, e a extremidade norte fica em uma conexão com a Alberta Highway 4 no cruzamento da divisa entre Sweetgrass e Coutts.
I-15 foi construída para conectar o Inland Empire a San Diego, na Califórnia, facilitar o acesso turístico a Las Vegas, fornecer acesso à Arizona Strip, interconectar todas as áreas estatísticas metropolitanas de Utah, exceto Logan, e fornecer desvios rodoviários para Pocatello, Idaho Falls e Great Falls. Desde sua criação, a I-15 tem servido como uma rota de longa distância para o comércio norte-americano. Agora, ela está oficialmente autorizada para esse fim: do entroncamento da I-515 em Las Vegas até a fronteira com o Canadá, a I-15 faz parte do Corredor CANAMEX, um Corredor de Alta Prioridade, como resultado do Tratado Norte-Americano de Livre-Comércio. Desde a construção da I-15, a Califórnia, Idaho, Nevada e Utah têm sido consistentemente classificadas entre as áreas de crescimento mais rápido dos Estados Unidos. Como resultado, a rota da I-15 aumentou substancialmente em população e tráfego de passageiros.